# Fântâna Brazilor
Fântâna Brazilor (węg. Fenyőkút) – wieś w Rumunii, w okręgu Harghita, w gminie Corund. W 2011 roku liczyła 297 mieszkańców.